# ディキシー・ディーン
ウィリアム・ラルフ・ディーン（William Ralph Dean、1907年1月22日 - 1980年3月1日）は、イングランド、マージーサイド州出身のサッカー選手。ディキシー・ディーン（Dexie Dean）というニックネームで知られている。主にエヴァートンFCで活躍した。
ニックネームの「ディキシー」はアメリカ合衆国南部という意味の言葉であり、彼が色黒で黒いカーリーヘアでアフリカ系アメリカ人の特徴によく似ていたことからファンが名付けたと言われる。本人はこのニックネームを気に入らず、「ビル」と呼ばれることを好んでいた。

## 略歴
マージーサイド州のバーケンヘッドという港町で生まれたディーンはエヴァートンFCの大ファンだった父親の影響でサッカーを始めた。地元ペンスビーのクラブでプレーした後、トレンメア・ローヴァーズFCに移ったディーンにエヴァートンFCから声がかかる。ずっと憧れていたクラブからの誘いに喜んで応じたディーンは、すぐに頭角を現した。初めてエヴァートンFCでフルシーズンを戦った1925-1926シーズンのリーグ戦で32ゴールを決めた。
突如スター候補となったディーンだったが、1926年6月にバイク事故に遭い頭蓋骨と顎の骨折の重傷を負うというアクシデントに見舞われる。しかしそのシーズンの途中には完全復帰し、事故に遭う前と変わらぬ活躍を見せた。そして翌1927-1928シーズンには、リーグ戦で60ゴールをあげるとてつもない記録を成し遂げた。これは現在も破られていないクラブレコードであり、ヨーロッパレコードでもある。このシーズンのエヴァートンFCは第一次世界大戦後初となるリーグ優勝を果たした。1930年、エヴァートンFCは2部降格となってしまったがディーンはクラブに残留した。そしてわずか1シーズンでの1部復帰に大きく貢献。1933年にはFAカップのタイトルを獲得した。
1937年にフィジカル面での問題からトップチームでのプレーに耐えられなくなったため、エヴァートンFCを退団。その後は小さなクラブを転々とし、戦争の勃発によってプロのキャリアを終えることとなった。引退後はチェスターでパブを経営したり、フットボールプールでポーターとして働いていた。
エヴァートンFCで残した成績は、433試合出場・383得点。驚異的な得点率である。383得点はクラブの最多得点記録として現在も残っている。また、彼はとてもプロフェッショナルな選手だったということでも知られている。彼は常に敵チームからラフプレーや挑発行為の対象とされていたにもかかわらず、一枚のイエローカードも退場処分も受けなかったのである。実際に彼は相手選手のタックルを受けて睾丸を1つ潰されている。
ディーンはイングランド代表として16試合に出場して18得点をあげている。そのうちの6点は2度のハットトリックによる。それも、わずか10日間に行われた2試合で、である。
1980年3月1日、ディーンはスタジアムでサッカーの試合を観戦中に心不全で他界した。観戦していたのはエヴァートンFCと最大のライバルであるリヴァプールFCとの試合であり、彼が愛したエヴァートンFCのホームスタジアムであるグディソン・パークであった。
2001年、スタジアムにディーンの記念碑が建てられた。そこには「Footballer , Gentleman , Evertonian」と書かれている。
2002年に新しく創設されたイングランドサッカー殿堂の最初の受賞者の1人に選ばれた。
2003年、以前彼が勤めていたリトルウッズというフットボールプールが協賛してディキシー・ディーン賞を創設した。これはエヴァートンFC所属選手から年間最優秀選手を選出する賞である。

## プレイスタイル
ディーンの最も得意な得点パターンはヘディングシュートであった。リーグ戦60得点の記録を作ったシーズンもその半分以上がヘディングによるものだったという。この能力はチームメイトであったトミー・ロートンと一緒に重さを増したメディシンボールを使用して練習をしていた結果である。

## 獲得タイトル
エヴァートンFC
- イングランド1部リーグ：2回　1927-1928、1931-1932
- イングランド2部リーグ：1回　1930-1931
- コミュニティーシールド：2回　1928、1932
- FAカップ：1回　1933

ノッツ・カウンティFC
- セントラルリーグ・チャンピオンシップ：1回　1938

個人タイトル
- 20世紀の偉大なサッカー選手100人　71位（ワールドサッカー誌選出　1999）
- イングランドサッカー殿堂 2002

## 記録
| クラブ             | ディビジョン | シーズン | リーグ | リーグ   | FAカップ | FAカップ | クラブ合計 | クラブ合計 |  | 代表   | 代表     |  | 合計   | 合計     |
| ------------------ | ------------ | -------- | ------ | -------- | -------- | -------- | ---------- | ---------- |  | ------ | -------- |  | ------ | -------- |
| クラブ             | ディビジョン | シーズン | 出場数 | ゴール数 | 出場数   | ゴール数 | 出場数     | ゴール数   |  | 出場数 | ゴール数 |  | 出場数 | ゴール数 |
| ノッツ・カウンティ | 3部          | 1938-39  | 6      | 3        | -        | -        | 6          | 3          |  | -      | -        |  | 6      | 3        |
| ノッツ・カウンティ | 3部          | 1937-38  | 3      | 0        | -        | -        | 3          | 0          |  | -      | -        |  | 3      | 0        |
|                    |              | 合計     | 9      | 3        | -        | -        | 9          | 3          |  | -      | -        |  | 9      | 3        |
| エヴァートン       | 1部          | 1937-38  | 5      | 1        | -        | -        | 5          | 1          |  | -      | -        |  | 5      | 1        |
| エヴァートン       | 1部          | 1936-37  | 36     | 24       | 4        | 3        | 40         | 27         |  | -      | -        |  | 40     | 27       |
| エヴァートン       | 1部          | 1935-36  | 29     | 17       | -        | -        | 29         | 17         |  | -      | -        |  | 29     | 17       |
| エヴァートン       | 1部          | 1934-35  | 38     | 26       | 5        | 1        | 43         | 27         |  | -      | -        |  | 43     | 27       |
| エヴァートン       | 1部          | 1933-34  | 12     | 9        | -        | -        | 12         | 9          |  | -      | -        |  | 12     | 9        |
| エヴァートン       | 1部          | 1932-33  | 39     | 24       | 6        | 5        | 45         | 29         |  | 1      | 0        |  | 46     | 29       |
| エヴァートン       | 1部          | 1931-32  | 38     | 45       | 1        | 1        | 39         | 46         |  | 1      | 1        |  | 40     | 47       |
| エヴァートン       | 2部          | 1930-31  | 37     | 39       | 5        | 9        | 42         | 48         |  | 1      | 0        |  | 43     | 48       |
| エヴァートン       | 1部          | 1929-30  | 25     | 23       | 2        | 2        | 27         | 25         |  | -      | -        |  | 27     | 25       |
| エヴァートン       | 1部          | 1928-29  | 29     | 26       | 1        | 0        | 30         | 26         |  | 3      | 1        |  | 33     | 27       |
| エヴァートン       | 1部          | 1927-28  | 39     | 60       | 2        | 3        | 41         | 63         |  | 5      | 4        |  | 46     | 67       |
| エヴァートン       | 1部          | 1926-27  | 27     | 21       | 4        | 3        | 31         | 24         |  | 5      | 12       |  | 36     | 36       |
| エヴァートン       | 1部          | 1925-26  | 38     | 32       | 2        | 1        | 40         | 33         |  | -      | -        |  | 40     | 33       |
| エヴァートン       | 1部          | 1924-25  | 7      | 2        | -        | -        | 7          | 2          |  | -      | -        |  | 7      | 2        |
|                    |              | 合計     | 399    | 349      | 32       | 28       | 431        | 377        |  | 16     | 18       |  | 447    | 395      |
| トレンメア         | 3部          | 1924-25  | 27     | 27       | 3        | 0        | 30         | 27         |  | -      | -        |  | 30     | 27       |
| トレンメア         | 3部          | 1923-24  | 3      | 0        | -        | -        | 3          | 0          |  | -      | -        |  | 3      | 0        |
|                    |              | 合計     | 30     | 27       | 3        | 0        | 33         | 27         |  | -      | -        |  | 33     | 27       |
| キャリア合計       |              |          | 438    | 379      | 35       | 28       | 473        | 407        |  | 16     | 18       |  | 489    | 425      |

| 受賞                    | 受賞                                | 受賞                    |
| ----------------------- | ----------------------------------- | ----------------------- |
| 先代 ジミー・トロッター | イングランド1部リーグ得点王 1927–28 | 次代 デイブ・ハリディ   |
| 先代 トム・ウォリング   | イングランド1部リーグ得点王 1931–32 | 次代 ジャック・バワーズ |